# Szirák

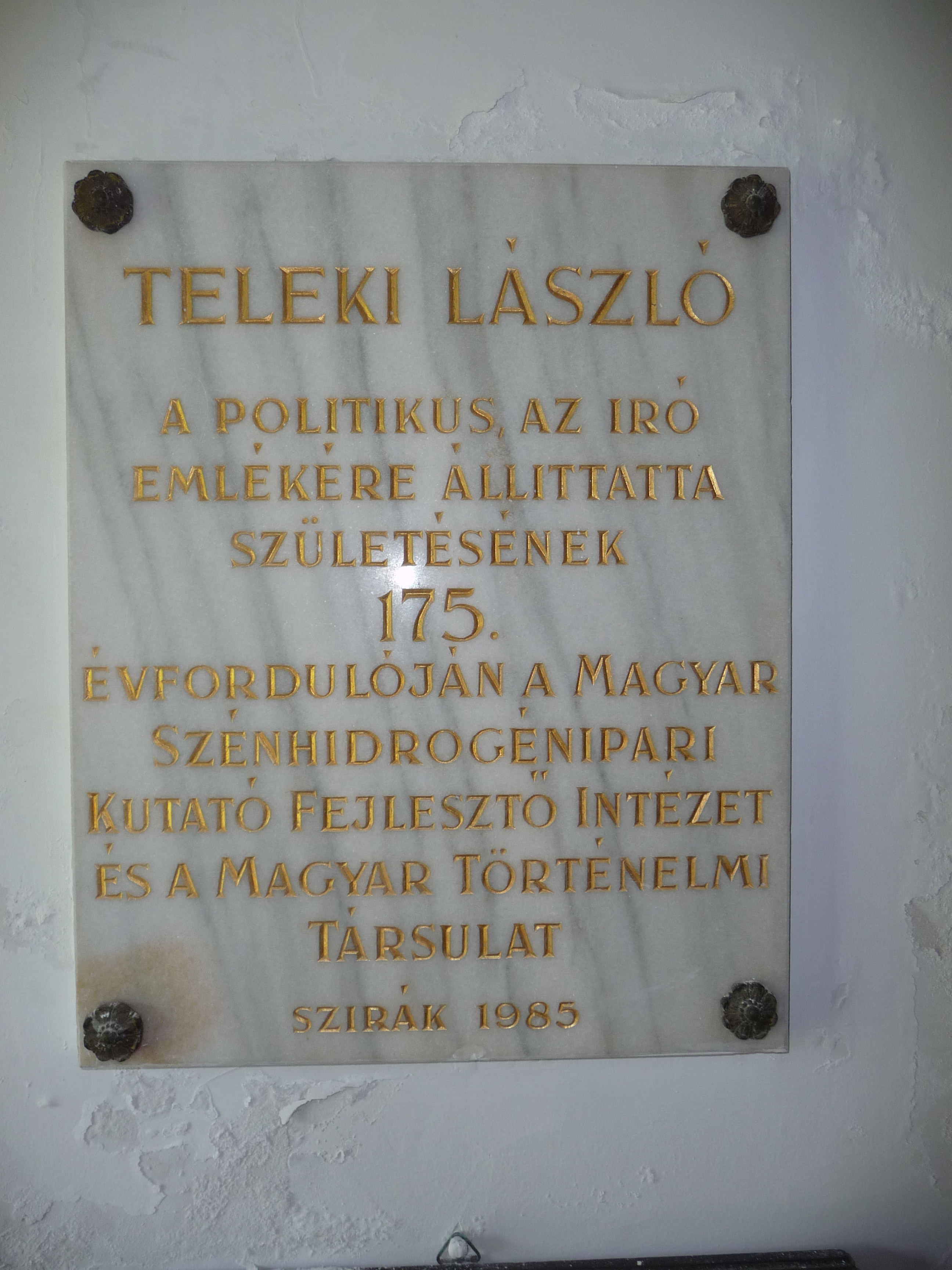
Teleki László emléktáblája

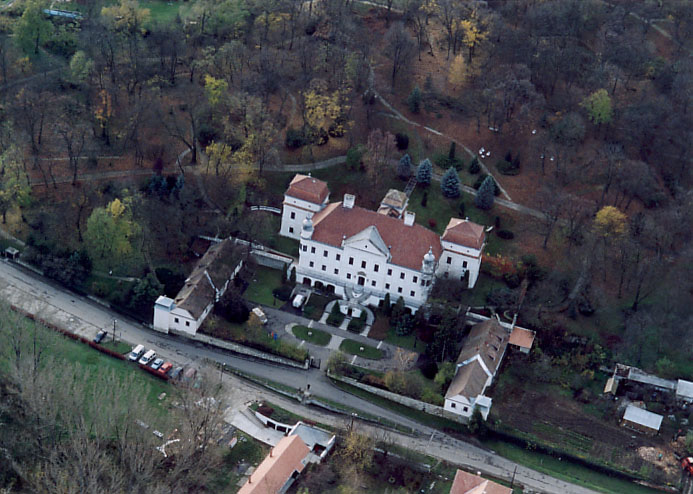
Teleki-Degenfeld-kastély

Szirák (szlovákul: Sirak) község Nógrád vármegyében, a Pásztói járásban.

## Fekvése
Szirák a Cserhát dombjai között a Bér-patak völgyében, a fővárostól 65-70 kilométerre északkeletre épült; jelenleg Nógrád vármegyéhez tartozik. A Novohrad-Nógrád UNESCO Globális Geopark települése.
A település főutcája a 2129-es út, amely nagyjából nyugat-keleti irányban húzódik végig a Cserhát települései között. Szirák belterületének nyugati részén ágazik ki ebből az útból, a 16+500-as kilométerszelvénye közelében, nagyjából északi irányban a 21 149-es mellékút, amely csak a zsákfalunak tekinthető Bér községbe vezet. Ugyancsak Szirákon, de a központtól keletre torkollik be a 2129-es útba a 21 151-es út, amely Héhalomról indul, és a két település között fekvő Egyházasdengeleg egyetlen közúti megközelítési útvonala.

## Története
Szirák vidéke az ősidőktől kezdve lakott hely. Ezt bizonyítják a Magyar Nemzeti, illetve a Palóc Múzeumban található kőkorszaki, bronzkori és avar kori leletek. A 19. század végén a régészek egy 69 sírból álló alán temetőt is feltártak itt.
A település nevének előzményét kereshetjük szláv nyelvekben, pl. a bolgár сирак, cseh sirotek, horvát siroče, orosz сирота, szerb сироче, szlovák és szlovén sirota (árva) szóban.
1219-ben a Máltai lovagrend (johanniták) lovagjainak volt itt rendháza. Ez a tatárjárásban elpusztult, de később helyreállították. 1274-ben Umbertus Péter volt az itteni lovagok főnöke. Ő állt a tolmácsi és szomolyai rendház élén is, és 1275-ben részt vett a lovagok csurgói értekezletén. A 14. században megszűnt az önálló rendház, a község pedig az esztergomi johanniták birtokába került. 1424-ben Zsigmond király Borbála királynénak ajándékozta.
1439-től egy része a bujáki várhoz tartozott. Később több család hűbérbirtoka is volt:
- 1453-ban a lovagok birtokait Mohorai Vidfi János kapta meg egyháznemesi jószágként.
- 1512-ben már a Szobi család birtoka volt.

1552-ben, a bujáki vár eleste után került török fennhatóság alá, és a nógrádi szandzsákba (kerületbe) osztották be. 1562-1563-ban Hasszán Daud hűbérbirtoka volt. 1579-ben kilenc ház után adózott a töröknek. 1584-1585-ben Mahmud bin Musztafa, a budai defter futárának hűbérbirtoka volt. 1598-ban Orlé Miklós volt a földesura.
A török időkben Szirák elnéptelenedett, a területet 1683-ban III. János lengyel király hadjárata szabadította fel. 1692-ben királyfalvi Roth János tulajdonába került, és ő a Felvidékről 27 szlovák családot telepített be. Fia Roth Ádám elvette a gazdag felsővattai Wattay István özvegyét, unokája Roth Tamás pedig a lányát Wattay Borbálát. A Wattay család jövedelméből épült a kastély és az evangélikus templom is. Leányuk , Johanna (Janka) 1761-ben feleségül ment gróf széki Teleki Józsefhez, így lettek a birtok tulajdonosai a Telekiek. Johanna támogatta jelentősen a budapesti Deák téri evangélikus templom felépítését és az evangélikus fiatalok egyetemi tanulmányait jelentős ösztöndíjjal támogatta.
Az 1832-es nagy tűzvészben még a harangok is megolvadtak. 1850-ben zsandárosztagot, majd járási szolgabíróságot telepítettek a faluba. 1869-ben 1360 lakosa volt, ekkor a sziráki volt a vármegye 2. legnépesebb járása 28 857 fővel (1880-ban 26 378 fő). 1880-ban nagyközséggé minősítették, itt működött a vármegye három adóhivatalának egyike. 1896-ban három helyi újságja is volt. 1897-ben indult meg az állami elemi népoktatás. A 80 gyermeket befogadó óvodát 1885-ben adták át. Legtöbb lakosa az 1900-as évek elején volt; a lélekszám 1949 óta csökken.
Szirák az 1950-es megyerendezésig Nógrád vármegye Sziráki járásának székhelye volt. Nógrád és Heves határának kiigazítása után ezt szerepet a jobban megközelíthető Pásztó vette át.

## Közélete

### Polgármesterei
- 1990–1994: Falta Károlyné (KDNP)[5]
- 1994–1996: Tari Gyula (MSZP)[6]
- 1996–1998: Mátis András (független)
- 1998–2002: Giricz András (független)[7]
- 2002–2003: Mátis András (független)[8]
- 2003–2006: Matis András (független)[9]
- 2006–2010: Kómár Jánosné (független)[10]
- 2010–2012: Kómár Jánosné (független)[11]
- 2012–2014: Kómár Jánosné (független)[12]
- 2014–2019: Kómár Jánosné (független)[13]
- 2019–2024: Kómár Jánosné (független)[14]
- 2024– : Novák Lajos (Fidesz-KDNP)[1]

A településen 1996 nyarán időközi polgármester-választást tartottak, mert az előző faluvezető, Tari Gyula 1996. április 5-én, családi tragédiában életét vesztette. Az időközi választást Mátis András független jelölt, a község korábbi evangélikus lelkésze nyerte meg.
Időközi polgármester-választást (és képviselő-testületi választást) kellett tartani 2003. július 20-án is, az előző képviselő-testület önfeloszlatása miatt. [Utóbbiban talán közrejátszhatott az is, hogy 2002-ben mindössze 3 szavazatnyi különbség döntött a győztes jelölt javára, a legerősebb ellenfelével szemben.] A hivatalban lévő polgármester feltehetőleg elindult a választáson (bár egy ékezetnyi különbség van, a Nemzeti Választási Iroda publikus nyilvántartása szerint, a 2002-es és 2003-as győztes neve között), és meg is nyerte azt.
Lényegében ugyanilyen okból kellett időközi választást tartani Szirákon szűk tíz évvel később, 2012. június 24-én is, a korábbi testület önfeloszlatása okán. A választáson a hivatalban lévő faluvezető is elindult, és meg is erősítette pozícióját.

## Népesség
A település népességének változása:
| Lakosok száma | 1203 | 1213 | 1226 | 1178 | 1090 | 1084 | 1094 |
|               | 2013 | 2014 | 2015 | 2021 | 2022 | 2023 | 2024 |

2001-ben a település lakosságának 77%-a magyar, 22%-a cigány és 1%-a egyéb nemzetiségűnek vallotta magát.
A 2011-es népszámlálás során a lakosok 88,4%-a magyarnak, 0,2% bolgárnak, 40,5% cigánynak, 0,3% ruszinnak, 0,4% szlováknak, 0,2% ukránnak mondta magát (11% nem nyilatkozott; a kettős identitások miatt a végösszeg nagyobb lehet 100%-nál). A vallási megoszlás a következő volt: római katolikus 55,3%, református 1%, evangélikus 18,4%, görögkatolikus 0,3%, felekezeten kívüli 5,7% (16,7% nem nyilatkozott).
2022-ben a lakosság 90,6%-a vallotta magát magyarnak, 49,2% cigánynak, 0,6% németnek, 0,3% románnak, 0,2-0,2% örménynek, bolgárnak, ruszinnak és szlováknak, 0,1% szlovénnek, 1,9% egyéb, nem hazai nemzetiségűnek (9,2% nem nyilatkozott; a kettős identitások miatt a végösszeg nagyobb lehet 100%-nál). Vallásuk szerint 50,3% volt római katolikus, 10,6% evangélikus, 1,7% református, 0,3% görög katolikus, 3,2% egyéb keresztény, 1,6% egyéb katolikus, 7,5% felekezeten kívüli (24,9% nem válaszolt).

## Gazdaság
A sziráki céh 1830-ban alakult meg.

## Nevezetességei

### Teleki-Degenfeld-kastély

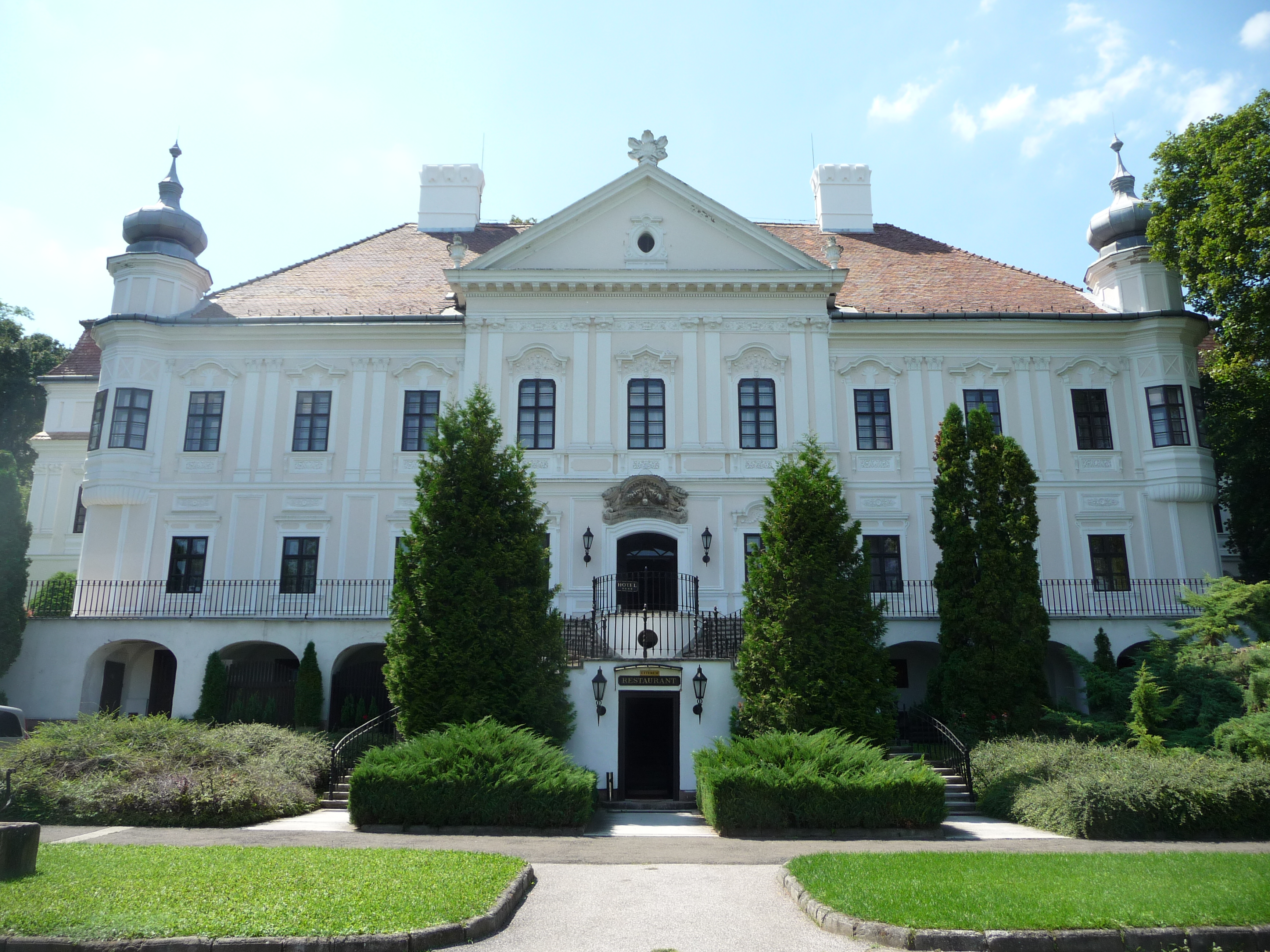
A Teleki-Degenfeld kastély homlokzata

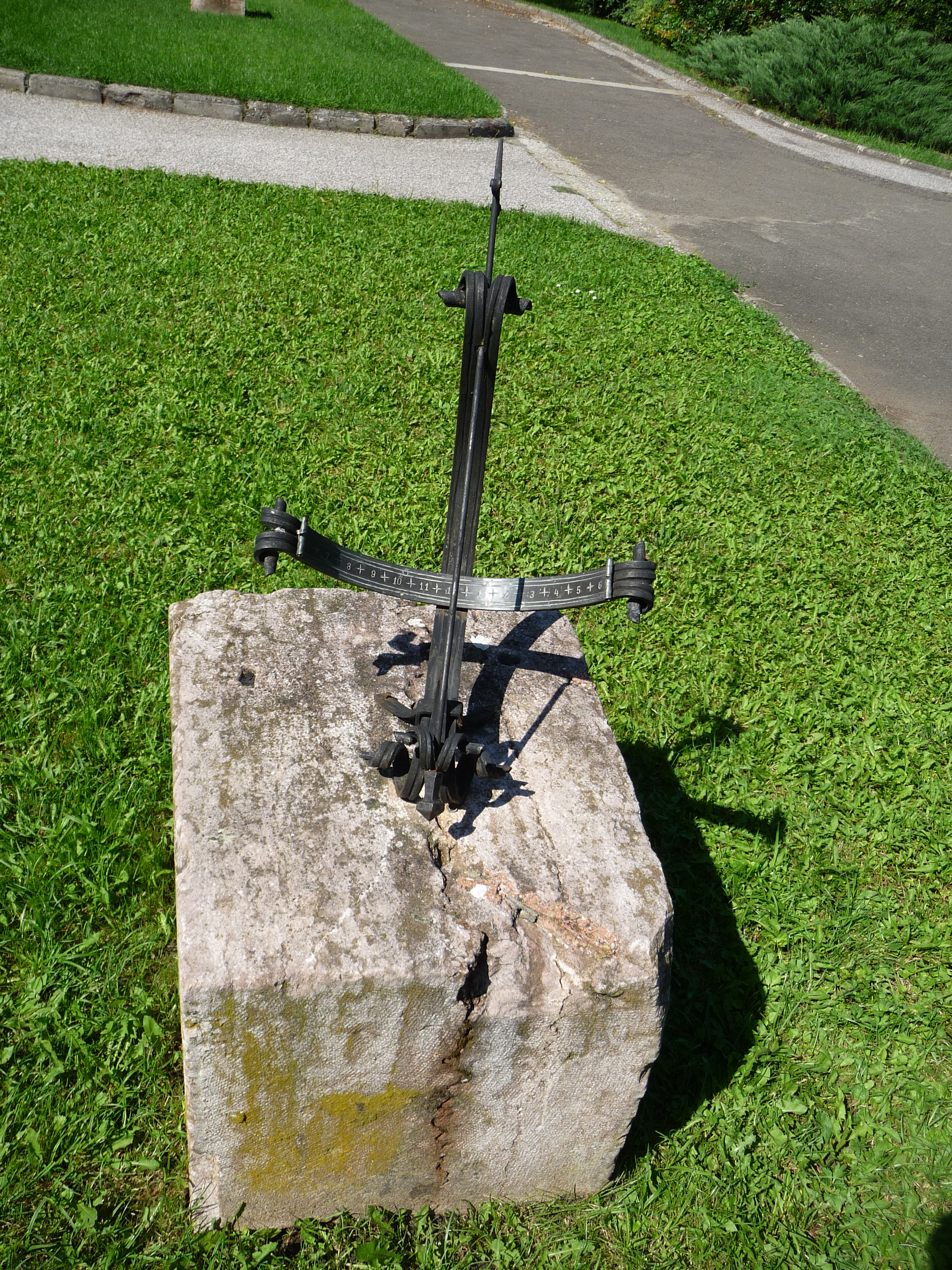
Napóra a Teleki-Degenfeld-kastély kertjében

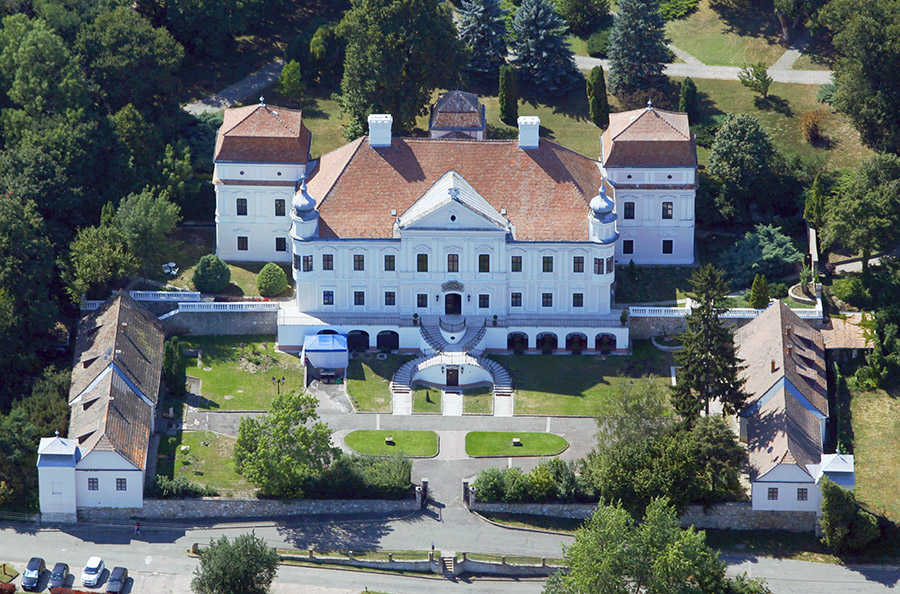
Teleki-Degenfeld-kastély légifelvételen

Bejárata felett jól olvasható egy latin felirat, mely szerint a XVIII. században Roth Tamás és felesége, Wattay Borbála emelte. Nem sokkal később a háborús időszakban egy tűzvész romba döntötte, de királyfalvi Roth Tamás újjáépíttette és bővíttette. 1762-ben leánya hozományaként a Teleki család birtokába került. A századfordulón a Degenfeldeké volt. A 2. világháborúban (főleg a fosztogatások miatt) jelentősen megrongálódott. 1945 után a Sziráki Állami Gazdaság tulajdonába került, traktoros iskola is működött benne; ezután állapota jelentősen tovább romlott. 1985-ben állította helyre a Magyar Szénhidrogénipari Kutató-Fejlesztő Intézet, azóta szálloda.
Ma 4 csillagos wellness kastélyszálló. Sok növényritkaságot felvonultató parkja védett.

### Teleki-sírbolt
A barokk stílusú építményt 1784-ben, Wattay Borbála halála után emelték. Ide temették gróf Teleki Józsefet (1790-1855), aki a Magyar Tudományos Akadémia egyik alapítója és mintegy negyedszázadig első elnöke volt, valamint féltestvérét, gróf
Teleki László (1811-1861) reformkori politikust, írót.
A sírboltot az 1950-es évek közepén teljesen feldúlták. Elképzelhető, hogy emiatt a Telekiek földi maradványait a hozzátartozók titokban elszállíttatták Szirákról.

### Nagyboldogasszony templom

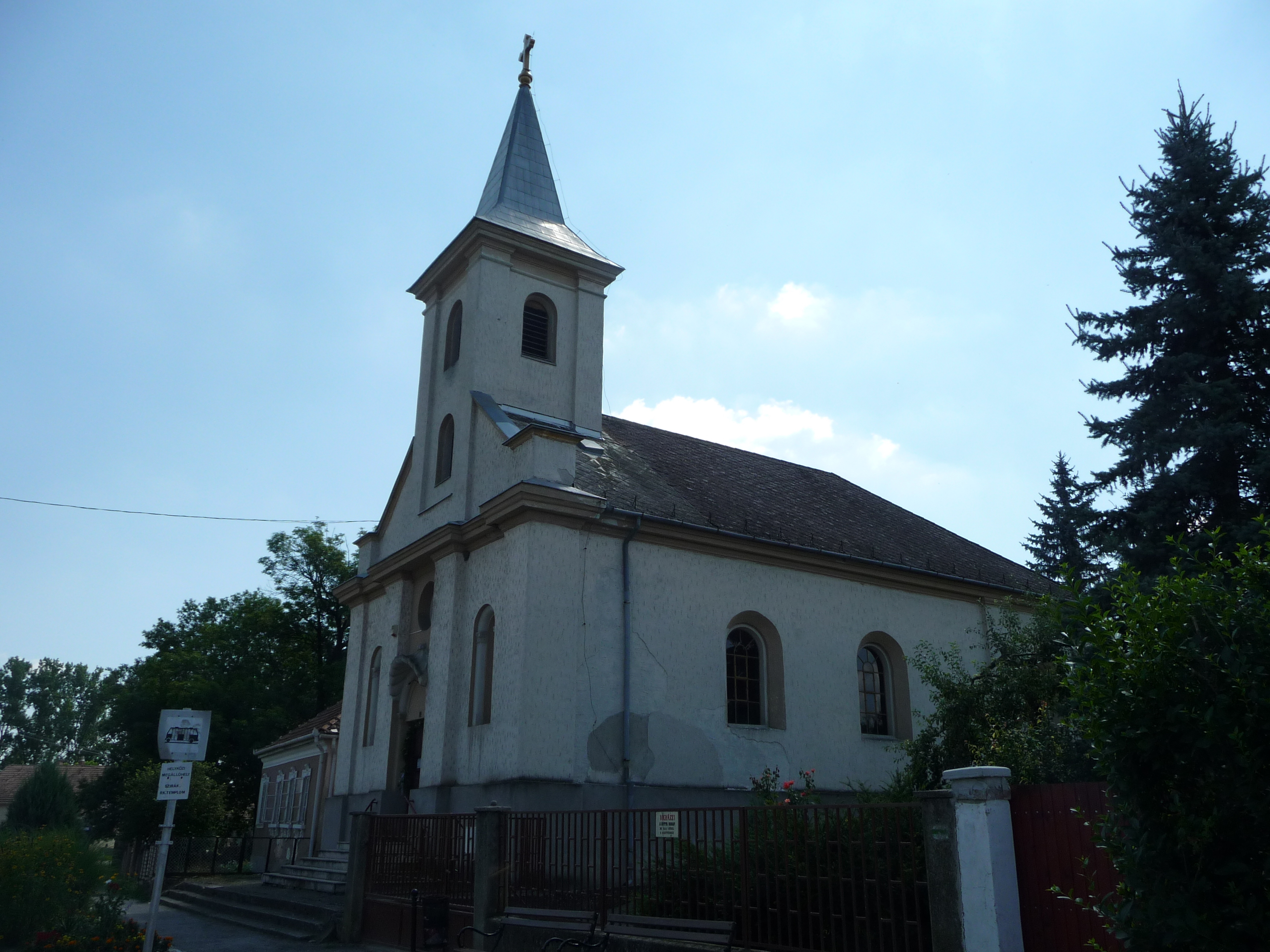
Római katolikus (Nagyboldogasszony) templom

A római katolikus templom a falu szívében áll.

### Evangélikus templom

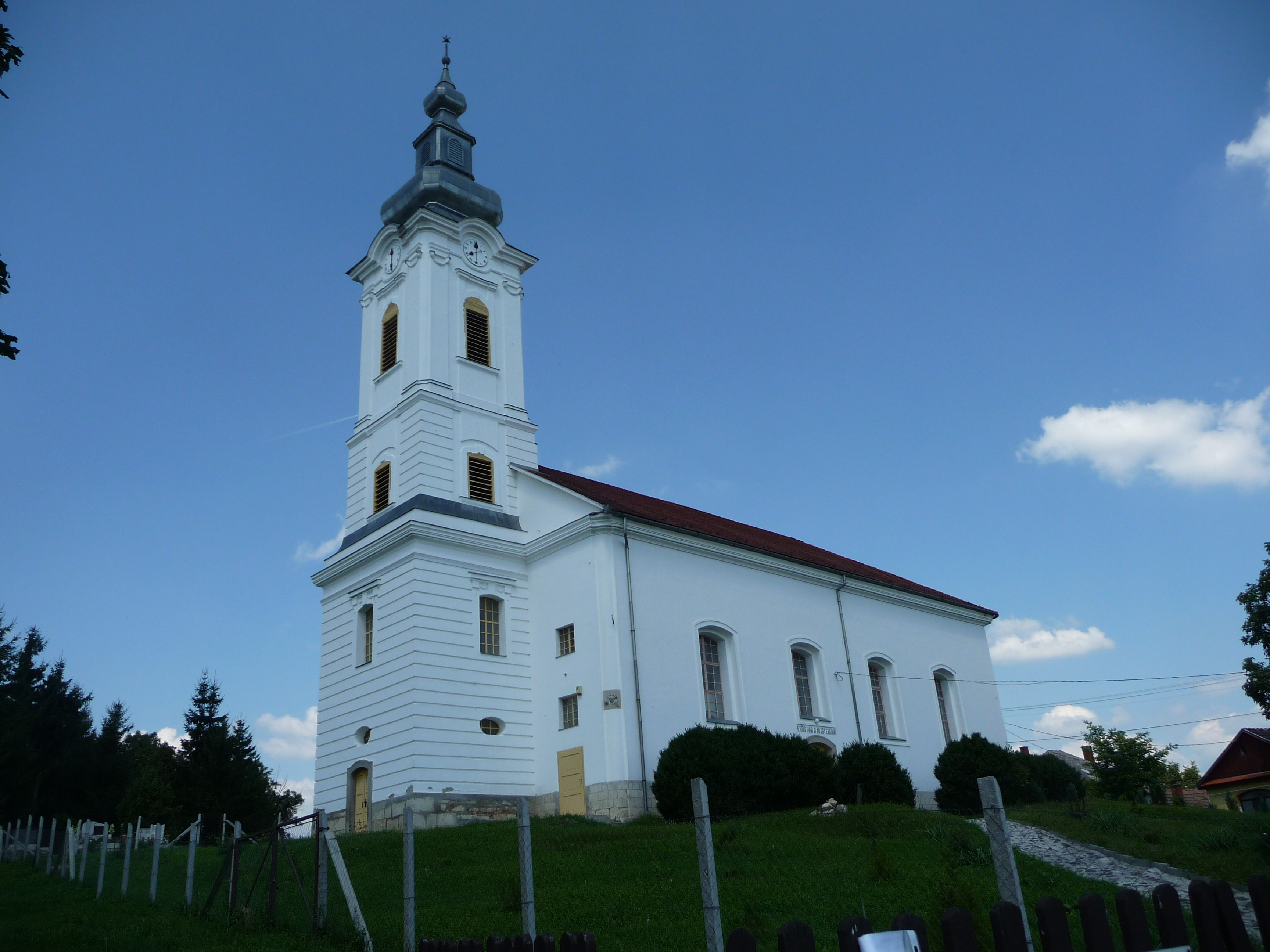
Evangélikus templom

A község feletti dombon áll. Jung József pesti építész építette 1782–1788 között copf stílusban. Helyén valaha kolostor, majd imaház állt, de ezekből csak egy, emberfejet ábrázoló faragvány maradt meg – ezt beépítették a templom falába. Az épület 1832-ben annyira leégett, hogy mindhárom harangja elolvadt. Ezután öntötte Schaudt András mester a ma legöregebbnek számító harangot. Tornyát 1836-ban állították helyre, a templomot 1880-ban, 1927-ben és a 2000-es években is.
Az egyhajós épület oldalfalai díszítetlenek. A szószékoltár festetlen fenyőfa, a fafaragványok aranyozottak.

## Nevezetes személyek
Itt született 1943-ban Csiba Lajos zenei szerkesztő (Meghalt 2022-ben)

## Érdekességek
- A sziráki kastélyban és környékén forgatták a Hamis a baba, valamint A három testőr Afrikában című magyar játékfilmek néhány jelenetét, Bujtor István rendezésében.
- A sziráki kastély 1987. július 16 - augusztus 11. között férfi egyéni sakkvilágbajnoki zónaközi döntő helyszíne volt, többek között Portisch Lajos, Beljavszkij, Ljubojevics és Szalov sakknagymesterek részvételével. Az ezt megelőző két évben nemzetközi férfi sakknagymesterversenyt rendeztek ugyanitt.
- A Magyar Televízió Nekem ne lenne hazám? honismereti sorozatának Facsoda a kastélykertben: Szirák című epizódja a kastély kertjében található öreg közönséges pagodafát (japánakácot) mutatja be. E különös fának a Telekiek kűzdelmes életét szimbolizáló bogas ágai megihlették a kastély akkori vezetőjét, Mátis Andrást, akinek gondolatait Bács Ferenc tolmácsolásában hallhatjuk, és láthatjuk e facsodát Szabados Tamás hiteles fotografálása révén.
- A sziráki kastélytól állítólag egy titkos alagút vezetett a Sziráktól 3 km-re található Ciframajor pusztára. Az alagút vélhetően a menekülés céljait szolgálta, és állítólag akkora méretű volt, hogy lovaskocsival is lehetett benne közlekedni.
- Egy Venezuelából hazalátogató Teleki grófnő felismerte a sziráki kastély lépcsőfeljáratánál lévő faliszőnyeget, melyet egy régiségboltban vásároltak a kastély felújítása után. A grófnő állítása szerint a szőnyeg korábban is ugyanott volt.
- A sziráki kastély dísztermében hat, úgynevezett grisaille technikával festett freskó látható, melyek Publius Ovidius Naso Metamorphoses-ének jeleneteit ábrázolják. Ezeket a II. világháború után lemeszelték. A felújítás során a freskókat úgy hozták helyre, hogy a mészrétegeket kenyérbéllel radírozták le.